# Фролов, Александр Васильевич (прокурор)
Александр Васильевич Фролов (26 августа 1952 года, Архангельское — 6 апреля 2002 года, Воронеж) — прокурор, следователь Генеральной прокуратуры СССР, государственный советник юстиции II класса.

## Биография
В 1974 году окончил юридический факультет Воронежского государственного университета, тогда же начал работать следователем в прокуратуре Хохольского района Воронежской области.
- С 1976 года — заместитель прокурора Хохольского района Воронежской области.
- С 1977 года — прокурор Каменского района Воронежской области.
- С 1979 года — заместитель прокурора Тульской области.
- С 1981 года — следователь по особо важным делам следственной части Генеральной прокуратуры СССР.
- С 1982 года — заместитель начальника следственной части Генеральной прокуратуры СССР.
- С 1989 года — начальник следственной части Генеральной прокуратуры СССР.
- С 1992 года — заместитель начальника ГУОП МВД РФ.
- С 1995 по 2000 год — прокурор Воронежской области.

Как начальник следственной части Генпрокуратуры СССР возглавлял следственные бригады по делам о беспорядках в Оше, Ферганских погромах, а также событий 11-14 января 1991 года в Вильнюсе. Руководил следственной группой по делу ГКЧП, в рамках чего дважды допрашивал М. С. Горбачёва. Входил в состав следственных групп Генеральной прокуратуры СССР по уголовным делам в отношении серийных убийц — Михасевича, Чикатило, Ряховского.
В период работы в ГУОП участвовал в освобождении заложников, захваченных в ростовской школе 23-26 декабря 1993. Весной-летом 1994 года возглавлял штаб межрегиональной операции «Путина», направленной на пресечение браконьерского лова осетровых. На техническое оснащение было потрачено порядка 1 млрд руб., в ходе операции арестовано 945 человек и изъято более 130 тонн продукции.
Награждён орденом Почёта.
Скончался 6 апреля 2002 года в Воронеже.